# Os fenómenos
Os fenómenos és una pel·lícula gallega dirigida per Alfonso Zarauza que es va estrenar el 2014. Protagonitzada per Lola Dueñas que interpreta a Neneta, Luís Tosar com a Lobo, i Juan Carlos Vellido com Furón.

## Argument
Una dona que viu des de fa tres anys en una furgoneta estacionada a la costa d’Almeria, veu desaparèixer la seva parella el mateix dia que anava a començar a treballar. Per aquest motiu, torna amb el seu bebè a la seva ciutat natal, Ferrol. Al principi li costa trobar feina, però acaba aconseguint una feina de paleta. Superat amb coratge la duresa de l’ofici, el seu equip de treball comença a destacar entre d'altres per la seva capacitat de treball.

## Caràcters
- Lola Dueñas com Neneta
- Luís Tosar com Lobo
- Juan Carlos Vellido com Furón
- Xulio Abonjo
- Miguel de Lira com Balboa
- Antonio Durán "Morris" com Benito
- Alfonso Agra com Barreiro
- Gonzalo Uriarte com Avelino
- Xosé Antonio Touriñán
- Ledicia Sola com Nina
- Federico Pérez
- Patricia Vázquez

## Guardons i nomenaments
Premis Mestre Mateo
| Any        | Categoria                        | Receptor                          | Resultat    |
| ---------- | -------------------------------- | --------------------------------- | ----------- |
| 13a edició | Millor pel·lícula                | Alfonso Zarauza                   | Guanyador   |
| 13a edició | Millor director                  | Alfonso Zarauza                   | Guanyador   |
| 13a edició | Millor actor secundari           | Xosé Antonio Touriñán             | Nominat     |
| 13a edició | Millor actriu secundària         | Ledicia Sola                      | Guanyadora  |
| 13a edició | Millor guió                      | Alfonso Zarauza e Jaione Camborda | Guanyadores |
| 13a edició | Millor direcció artística        | Curru Garabal                     | Nominat     |
| 13a edició | Millor muntatge                  | Juan Carlos Arroyo                | Nominat     |
| 13a edició | Millor música original           | Piti Sanz i Anxo Graña            | Nominats    |
| 13a edició | Millor fotografia                | Alberte Branco                    | Nominat     |
| 13a edició | Millor maquillatge i perruqueria | Fany Bello e Raquel Fidalgo       | Nomeadas    |
| 13a edició | Millor disseny de vestuari       | Alicia e Lola Dapena              | Nomeadas    |

Festival de Màlaga
| Any  | Categoria                               | Receptor        | Resultat |
| ---- | --------------------------------------- | --------------- | -------- |
| 2014 | Secció oficial llargmetratges a concurs | Alfonso Zarauza | Nominat  |

Festival Internacional de Cinema Mediterrani de Tetuan
| Any  | Categoria                     | Receptor    | Resultat   |
| ---- | ----------------------------- | ----------- | ---------- |
| 2015 | Millor interpretació feminina | Lola Dueñas | Guanyadora |